# Wahlkreis Dresden, Land I
Der Wahlkreis Dresden, Land I war ein Landtagswahlkreis zur Landtagswahl in Sachsen 1990, der ersten Landtagswahl nach der Wiedergründung des Landes Sachsen. Er hatte die Wahlkreisnummer 48. Für die Landtagswahlen 1994 und 1999 wurde die Wahlkreisstruktur verändert. Das Gebiet des Wahlkreises Dresden, Land I wurde Teil des Wahlkreises Meißen-Dresden Ost.
Der Wahlkreis umfasste folgende Gemeinden des Landkreises Dresden: Arnsdorf, Bärnsdorf, Berbisdorf, Borsberg, Cunnersdorf, Eschdorf, Fischbach, Gönnsdorf, Großdittmannsdorf, Großerkmannsdorf, Grünberg, Hermsdorf, Langebrück, Leppersdorf, Liegau-Augustusbad, Lomnitz, Malschendorf, Medingen, Ottendorf-Okrilla, Pappritz, Radeberg, Radeburg, Rockau, Schönborn, Schönfeld, Schullwitz, Seifersdorf, Steinbach, Ullersdorf, Wachau, Wallroda, Weißig und Weixdorf. Die übrigen Gemeinden des Landkreises wurden über den Wahlkreis Dresden, Land II – Freital III (47) erfasst.

## Ergebnisse
Die Landtagswahl 1990 fand am 14. Oktober 1990 statt und hatte folgendes Ergebnis für den Wahlkreis Dresden, Land I:
| Direktkandidat    | Partei (Kürzel) | Erststimmen (%) | Zweitstimmen (%) |
| ----------------- | --------------- | --------------- | ---------------- |
| Jürgen Küchler    | DA              | 01,9            | 00,8             |
| Hans Heinz Lehner | CDU             | 52,6            | 58,9             |
|                   | Chr. L          | 00–             | 00,6             |
|                   | DBU             | 00–             | 00,7             |
| Lothar Klein      | DSU             | 10,4            | 06,2             |
| Klaus Osang       | F.D.P.          | 05,8            | 04,5             |
| Holm Theinert     | LL-PDS          | 08,0            | 07,6             |
|                   | NPD             | 00–             | 00,8             |
| Sonja Rottig      | FORUM           | 05,7            | 04,6             |
| Frank Hofmann     | RAP             | 00,6            | 00,3             |
|                   | SHB             | 00–             | 00,1             |
| Peter Adler       | SPD             | 15,1            | 15,0             |

Es waren 44.465 Personen wahlberechtigt. Die Wahlbeteiligung lag bei 77,0 %. Von den abgegebenen Stimmen waren 3,3 % ungültig. Als Direktkandidat gewählt wurde Hans Heinz Lehner (CDU). Er erreichte 52,6 % aller gültigen Stimmen.